# Guillaume V van Orange

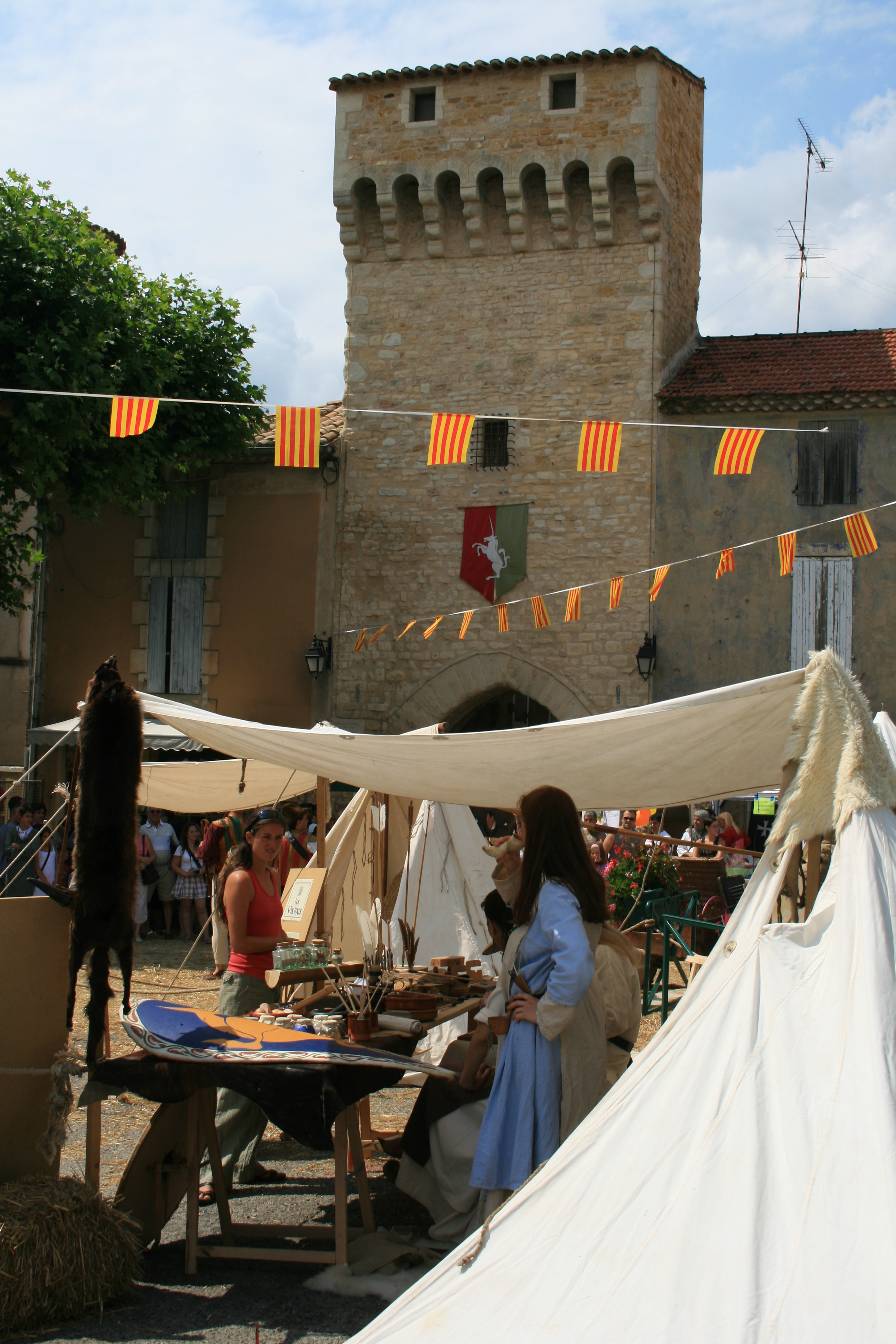
Mornas (Vaucluse) in Zuid-Frankrijk

Guillaume V van Orange (  - Mornas, 1319) was bisschop van Orange van 1281 tot 1319, in het prinsdom Orange. Tijdens zijn episcopaat schafte paus Clemens V de Orde der Tempeliers af, een machtige orde in Zuid-Frankrijk en elders.

## Levensloop
Guillaume was kanunnik van de kathedraal van Orange. Zijn familie was van adel en woonde in Mornas, gelegen aan de linkeroever van de Rhône. Mornas lag in de Comtat dat destijds in handen was van de graven van Toulouse. Het was evenwel de aartsbisschop van Arles die de lokale heer was in Mornas. De familie van Guillaume was oorspronkelijk afkomstig van Espinouse in het naburige graafschap Toulouse, op de rechteroever van de Rhône. 
Na de dood van bisschop Guillaume IV in december 1281, verkoos het kapittel Guillaume tot opvolger. Bertrand, aartsbisschop van Arles, wijdde Guillaume tot bisschop nog diezelfde maand. Een jaar later (1282) nam bisschop Guillaume V deel aan een concilie in Avignon. Daar spraken de bisschoppen banvloeken uit over woekeraars. Nog in 1282 stierf de prins van Orange, Raymond I van Orange. Bij testament beval hij aan zijn zoon, Bertrand III, om alle openstaande schulden bij de Orde der Tempeliers te betalen. Prins Bertrand III deed dit.
In 1307 gaf Gaullaume V de toestemming aan de Karmelietenorde om een gebouwencomplex op te trekken in Orange. Het ging om een kerk, een klooster, een gasthuis met een kerkhof.
De Tempeliersorde werd afgeschaft tijdens het Concilie van Vienne in de jaren 1311-1312. Paus Clemens V ging te keer tegen de Tempeliers omwille van hun rijkdommen, woekerrentes en wangedrag. Bisschop Guillaume V nam deel aan dit Concilie. De bezittingen van de Tempeliers in Orange gingen over naar de Hospitaalridders van Sint-Jan van Jeruzalem. Intussen was de Comtat een pauselijke staat geworden en was de aartsbisschop van Arles verdwenen uit Mornas. In Mornas, het dorp van zijn familie, bouwde Guillaume V een landhuis. Hij noemde zijn residentie naar de oorsprong van zijn familie Espinouse. Guillaume V leefde er teruggetrokken op het einde van zijn leven. 
Na zijn dood werd hij begraven in de kathedraal van Orange (1319). Hij liet bij testament een belangrijke geldsom na voor weldadigheidsinstellingen in Orange, alsook voor de kapel van zijn landgoed in Mornas.